# Aurora Australis (Schiff)
Die Aurora Australis (lateinisch und englisch: „Polarlicht der Südhalbkugel“) ist ein Eisbrecher, der bis 2020 als wissenschaftliche Untersuchungsbasis für die Australian Antarctic Division im Einsatz war. Das Schiff ist durch Lloyd’s Register mit der Eisklasse 1A Super klassifiziert und in der Lage, Eis bis zu einer Dicke von 1,23 Meter zu brechen. Die Aurora Australis diente auch als Versorgungsschiff für das von Australien beanspruchte Territorium in der Antarktis. Für gute Sichtbarkeit wurde sie mit einem Anstrich in hellen Orange versehen. Das Schiff kann drei Hubschrauber aufnehmen sowie biologische, ozeanografische und meteorologische Beobachtungen und Experimente durchführen. An Bord ist Platz für 140 Personen, davon 24 Besatzungsmitglieder.

## Geschichte
Das Schiff wurde am 23. Dezember 1987 in Auftrag gegeben und von Wärtsilä Marine Industries in Finnland entworfen. Die Kiellegung als Baunummer 207 erfolgte am 28. Oktober 1988 auf der Werft Carrington Slipways in Newcastle (New South Wales). Die Aurora Australis wurde im März 1990 in Dienst gestellt und gehörte zunächst P&O Polar Australia. Im Jahr 2003 erfolgte die Übertragung an P&O Maritime Services. Das Schiff war bis 2020 an die Australian Antarctic Division (AAD) verchartert. 2020 sollte es durch die Nuyina ersetzt werden, die jedoch erst 2021 in Dienst gestellt wurde. Nach dem Auslaufen der Charter mit der Australian Antarctic Division wurde die Aurora Australis an P&O Maritime FZE in Dubai verkauft und unter die Flagge der Marshallinseln gebracht.

### Zwischenfälle
Auf einer Reise zur Macquarieinsel brach am frühen Morgen des 22. Juli 1998 etwa 1.300 Seemeilen südlich von Tasmanien ein Brand im Maschinenraum aus, der gelöscht werden konnte. Das Schiff konnte seine Rückreise nach Hobart am 24. Juli mit einem Motor fortsetzen und erreichte den Zielhafen am 31. des Monats.
Im Dezember 1998 blieb die Aurora Australis aufgrund eines Propellerschadens im Eis stecken und wurde vom japanischen Eisbrecher Shirase freigeschleppt.
Im Februar 2016 lief der Eisbrecher auf dem Weg zu einer australischen Forschungsstation in der Antarktis auf Grund; es wurde ein Riss im Rumpf festgestellt.

### Rettungsversuch derAkademik Shokalskiy
Die Akademik Shokalskiy, ein russisches Expeditions-Kreuzfahrtschiff mit 74 Personen an Bord, wurde in den Weihnachtstagen 2013 in der Commonwealth-Bucht im Eis eingeschlossen. Der chinesische Eisbrecher Xue Long versuchte, die Akademik Shokalskiy aus dem Eis zu befreien, musste jedoch am 28. Dezember in nur sechseinhalb Seemeilen Entfernung von der Akademik Shokalskiy aus Sicherheitsgründen den Rettungsversuch abbrechen, da die Eisdecke zu dick war. Nach dem gescheiterten Rettungsversuch der Xue Long versuchte die inzwischen ebenfalls vor Ort eingetroffene Aurora Australis, die Akademik Shokalskiy aus dem Eis zu befreien. Als sie bis auf 18 Kilometer an die Akademik Shokalskiy herangekommen war, musste jedoch auch sie ihren Rettungsversuch abbrechen, da aufgrund eines Schneesturms eine Weiterfahrt zu gefährlich gewesen wäre. Sie übernahm aber die 52 Passagiere der Akademik Shokalskiy. Ein Bordhubschrauber (Typ Kamow Ka-32) der Xue Long setzte die Passagiere zur Aurora Australis über.

## Maschinenanlage und Antrieb
Die Aurora Australis ist mit einem 12-Zylinder- und einem 16-Zylinder-Dieselmotor des Typs Wärtsilä 32 mit insgesamt 13.400 PS Leistung ausgerüstet, die über ein Reduktionsgetriebe und hydraulische Kupplungen einen Verstellpropeller antreiben. Als Manövrierhilfe dienen ein Bugstrahlruder sowie zwei einziehbare Propellergondeln im Heck.
Neben den beiden Hauptmotoren sind zwei Sechszylinder- und ein Vierzylinder-Dieselmotor des Typs Wärtsilä 22 installiert. Das Schiff hat eine Reichweite von etwa 25.000 Seemeilen bzw. 90 Tagen; der Kraftstoffverbrauch liegt im wirtschaftlichsten Fahrbetrieb bei 18 Tonnen pro Tag.